# Ilona van den Berg
Ilona van den Berg (7 augustus 1985) is een Nederlands korfbalster. Ze werd tweemaal Nederlands kampioen en werd één keer onderscheiden met de prijs van Beste Korfbalster van het Jaar. Ze stopte in 2017, maar maakte in 2020 bekend weer te spelen voor AW.DTV.

## Carrière

### Dalto
Van den Berg begon met korfbal bij Dalto uit Driebergen.
In het seizoen 2005-2006 was Van den Berg basisspeelster onder Dalto-hoofdcoach Ben Verbree en Dalto werd in de zaalcompetitie (de pas opgerichte Korfbal League vierde. Hierdoor plaatste het zich voor de play-offs. In de kruisfinale versloeg Dalto het als eerste geplaatste PKC met 22-19, waardoor Dalto zich plaatste voor de zaalfinale. In de zaalfinale was DOS'46 te sterk met 29-19.
Voor het seizoen 2006-2007 kreeg Dalto een nieuwe hoofdcoach, namelijk Erik Wolsink. Onder zijn leiding werd Dalto in de zaalcompetitie eerste met 31 punten uit 18 wedstrijden. Hierdoor ging Dalto de play-offs in als favoriet. In de play-offs, die vanaf nu waren uitgebreid tot een best-of-3-serie, was DOS'46 de tegenstander en Dalto verloor in twee wedstrijden, waardoor het seizoen teleurstellend afgesloten werd. Dalto speelde nog wel de kleine finale, om plek 3 en 4, maar in deze wedstrijd verloor het van Nic.
In het seizoen erna, 2007-2008, werd Dalto in de zaal tweede en stond het in de play-offs weer tegen DOS'46. Er moest een derde, beslissende wedstrijd aan te pas komen en in deze laatste wedstrijd won DOS'46 met 22-21, waardoor Dalto zich niet plaatste voor de zaalfinale. In de kleine finale won Dalto van PKC, waardoor het alsnog derde van Nederland werd.
Na twee seizoenen onder Erik Wolsink kreeg Dalto in 2008 een nieuwe hoofdcoach, namelijk Herman van Gunst. Ook in dit zaalseizoen (2008-2009) deed Dalto het goed. De ploeg eindigde als tweede maar verloor in de play-offs in twee wedstrijden van Koog Zaandijk. In de kleine finale verloor Dalto ook van Fortuna.
In 2009-2010 was het dan wel zover: Dalto won in de play-offs van Fortuna en plaatste zich voor de zaalfinale. In de finale verloor Dalto echter van Koog Zaandijk met 22-20.
Na dit seizoen verliet Dalto's topschutter Jos Roseboom de club. Ook Bob de Jong stopte bij Dalto en hierdoor kreeg Dalto het lastig. In het seizoen 2010-2011 werd Dalto in de zaal dan ook achtste.
In 2011 werd Ron Steenbergen de nieuwe coach van Dalto en dat had nog wel effect. Dalto werd in 2011-2012 in de zaal nog wel vijfde en miste nipt de play-offs. In de veldcompetitie werd Dalto eerste in de Ereklasse B en won het in de kruisfinale van DOS'46, waardoor het zich plaatste voor de veldfinale. In deze finale won Dalto met 16-15 van DeetosSnel.
Seizoen 2012-2013 zou het laatste seizoen zijn voor Van den Berg bij Dalto. De ploeg werd in de zaal zevende en was een middenmoter.

### AW.DTV
In 2013 verruilde Van den Berg van club en sloot zich aan bij het Amsterdamse AW.DTV. Op dat moment speelde AW.DTV in de hoofdklasse (één niveau lager dan de Korfbal League), maar de club had de ambitie om te promoveren. Daarom kon het de ervaring van Van den Berg goed gebruiken.
In haar eerste seizoen bij AW.DTV, 2013-2014, werd de ploeg eerste in de Hoofdklasse B, waardoor het zich plaatste voor de play-offs. In de play-offserie verloor AW.DTV van KCC, waardoor het seizoen teleurstellend afliep.
In het seizoen erna, 2014-2015, werd de ploeg tweede in de Hoofdklasse B, waardoor het zich opnieuw plaatste voor de play-offs. AW.DTV versloeg in de play-offs KCC in drie wedstrijden, waardoor het zich plaatste voor de Hoofdklasse Finale. In de finale was AW.DTV te sterk voor DOS'46 en won het met 35-31. Hierdoor was directe promotie naar de Korfbal League een feit.
In het seizoen 2015-2016 stond Van den Berg weer in de Korfbal League. AW.DTV had het als promovendus lastig en verzamelde twaalf punten in de competitie, waardoor het als negende eindigde. Hierdoor moest AW.DTV play-downs spelen om degradatie te ontlopen. In de play-downserie won AW.DTV van TOP Arnemuiden in twee wedstrijden, waardoor handhaving in de Korfbal League was behaald. In dit seizoen werd Van den Berg de vrouwelijke topscoorder van de league met 84 doelpunten. Ze werd ook onderscheiden met de prijs van Beste Korfbalster van het Jaar.
Seizoen 2016-2017 werd het laatste seizoen van Van den Berg in het topkorfbal. In dit seizoen werd ze met AW.DTV laatste in de competitie, waardoor directe degradatie een feit was.

### Retour bij AW.DTV
In juni 2020 maakte Van den Berg bekend zich weer aan te sluiten bij AW.DTV voor seizoen 2020-2021. Echter kwam AW.DTV dit seizoen niet in actie, vanwege COVID-19.
In het seizoen erna, 2021-2022 begon de competitie voor AW.DTV wat later dan de Korfbal League. Hierdoor werd de opzet van de competitie wat veranderd.
AW.DTV stond na 6 competitieduels op een play-off plaats en ging zo de nacompetitie in. In de eerste play-off ronde kwam AW.DTV uit tegen het Eindhovense DSC. AW.DTV verloor de best-of-3 serie in 2 wedstrijden, waardoor er aan de promotiewensen een eind kwam. Wel plaatste AW.DTV zich voor de Korfbal League 2.
Iets later, in de veldcompetitie had AW.DTV het lastig in de Ereklasse (hoogste klasse van Nederland).
In seizoen 2023-2024 van de Korfbal League 2 was AW.DTV opperbest. De ploeg won de reguliere competitie soeverein met 32 punten uit 18 wedstrijden (slechts 4 punten gemorst). Hierdoor ging AW.DTV als favoriet de play-offs in. Tegenstander in de best-of-3 serie was het als 4e geplaatste Unitas. AW.DTV won de eerste wedstrijd, maar verloor daarna 2 keer op rij. Hierdoor eindigde het seizoen van AW.DTV in mineur en zag het Unitas naar de Korfbal League 2 finale gaan.

## Erelijst
- Nederlands kampioen veldkorfbal, 2× (2008, 2012)
- Korfbalster van het Jaar, 1× (2016)
- Vrouwelijke Topscoorder Korfbal League, 2× (2016 en 2017)

## Oranje
Hoewel Van den Berg een enorm scorend vermogen bezat, heeft ze slechts één interland op haar naam staan. Die wedstrijd vond plaats in 2011. Ze heeft wel gouden plakken gewonnen namens Jong Oranje.